# Grenzgang Buchenau
Der Buchenauer Grenzgang im mittelhessischen Dautphetal ist ein fünftägiges Volksfest, das nachweislich erstmals 1886 gefeiert wurde. Das alle sieben Jahre stattfindende Fest gehört zu den größten und traditionellsten Grenzgangsfesten in der Region, bei dem an den beiden Grenzgangstagen je etwa 3.000 bis 5.000 Menschen einen Großteil der Buchenauer (Gemarkungs-)Grenze ablaufen. Der letzte Grenzgang in Buchenau fand im Juli 2022 statt.

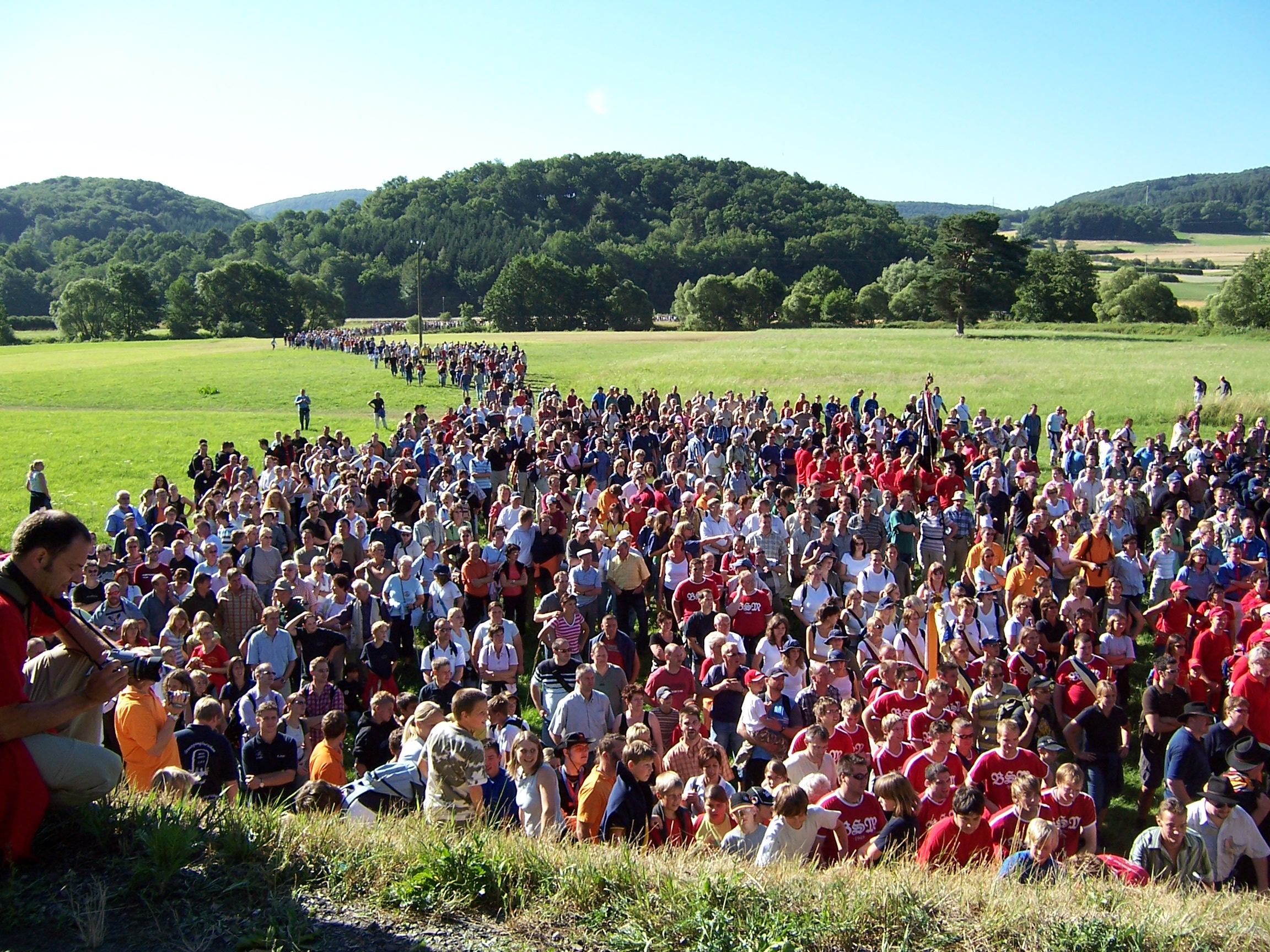
Rund 5.000 Menschen liefen die Laufstrecke rechts der Lahn am zweiten Grenzgangstag 2006 mit.

## Geschichte
Bereits im Mittelalter waren Grenzbegehungen bei Streitigkeiten üblich. Die erste dokumentierte Grenzbegehung in Buchenau liegt aber erst für 1665 vor. Das erste nachgewiesene Grenzgangsfest dagegen wurde 1886 begangen. Über eventuelle historische Vorläufer des Festes gibt es keine schriftlichen Aufzeichnungen, wenngleich die Bewohner zu Beginn des 20. Jahrhunderts bereits von den Grenzgangsfesten ihrer Vorfahren erzählten.

## Das Fest

### Hintergrund
Der Grenzgang ist ein Volksfest, welches wie der sogenannte Schnadegang in Westfalen auf frühere Grenzstreitigkeiten zwischen benachbarten Orten zurückzuführen ist.
Grenzbegehungen waren im Mittelalter und in der frühen Neuzeit dann nötig, wenn es Streit zwischen zwei Gemeinden bezüglich ihrer Grenzen gab. Da Grund und Boden in der damaligen Zeit sehr wertvollen Besitz darstellten, gab es des Öfteren Konflikte wegen angeblicher oder tatsächlicher Grenzverschiebungen. In diesem Fall fand eine amtliche Grenzbegehung der Bevölkerung gemeinsam mit einem Amtmann und meist einem Förster statt, bei der die Grenze „amtlich festgestellt“ wurde.
Nachdem durch die Entstehung des Katasterwesens und der Absteinung der Grenzen diese Art der Grenzbegehungen überflüssig wurden, entstand aus der Tradition ein Fest. Der Buchenauer Grenzgang findet nur alle sieben Jahre statt und stellt einen absoluten Höhepunkt im Veranstaltungskalender des Ortes dar.

### Ablauf
Das Fest beginnt an einem Donnerstagabend um 18:00 Uhr mit dem Böllerschießen auf dem Burgberg, der im Dialekt so genannten „Borg“. Im Anschluss findet eine Gedenkfeier am Ehrenmal auf dem Friedhof statt, bevor der Kommers und Volksfest bis 23:00 Uhr auf dem Festplatz an der „Wellerspitze“ folgen. Diese zeitliche Begrenzung, die sich auch für den darauffolgenden Tag wiederholt, ergibt sich daraus, dass das Wecken für die Grenzbegehungen an den folgenden Tagen um 5:30 mittels Böllerschießen geschieht. Bis um 6:30 Uhr erfolgt das Versammeln an Rathaus, Kirchplatz und den umliegenden Straßen, wo die Begrüßung stattfindet, bevor um 7:00 Uhr der erste Teil der Grenze abgelaufen wird. Am ersten Frühstücksplatz, der „Ebenheit“, versammelt sich der kilometerlange Lindwurm aus Menschen zum gemeinsamen Frühstück.
Am frühen Nachmittag ist der erste Teil der Grenze abgelaufen (Marschstrecke knapp 13 km). Ab 17:00 Uhr findet ein Volksfest auf dem Festplatz statt. Der Samstag ähnelt sich im Ablauf dem vorangegangenen Tag – hier wird eine Strecke von etwa 8,5 km zurückgelegt mit Frühstück auf dem „Dornochsenberg“. Das Volksfest beginnt an diesem Tag ab 18:00 Uhr – hier wieder mit Treffpunkt am Rathaus und gemeinsamen Marsch zum Festplatz. An diesem wie am darauffolgenden Tag dauert das Fest bis in die frühen Morgenstunden. Ab 13:30 Uhr findet am Sonntag der Festumzug durch den Ort statt. Im Anschluss wie auch am Montag ab 10:30 Uhr wird wieder auf dem Festplatz gefeiert. Mit der Beerdigung des Grenzsteins und der Rasur des Mohrs schließt das Fest um 18:00 Uhr.

### Symbolfiguren

#### Mohr und Wettläufer
Der verkleidete „Mohr“ als Anspielung auf die Kinderschreckfigur des Schwarzen Mannes führt den Grenzgangszug an. Er steht symbolisch als (Gerichts-)Gewaltandrohung, für den Fall, dass die benachbarten Gemeinden die Grenzen zu ihren Gunsten verschieben. Auch die beiden „Wettläufer“ sollen mit ihrem Peitschenknallen Eindringlinge verscheuchen, den Grenzgangszug antreiben und entlang der Grenze führen.

#### Weitere Hauptfiguren
- Sappeure
- Forstmann
- Bürgeroberst
- Männeroberst
- Burschenoberst

### Zugehörige Gesellschaften
- Internetseite der Burschenschaft Damm
- Internetseite der Burschenschaft Muth
- Internetseite der Grenzgangsgesellschaft Hornberg
- Internetseite der Grenzgangreiter Buchenau
- Internetseite der Männerschaft Damm
- Internetseite der Männerschaft Muth
- Internetseite der Mädchenschaft Damm
- Internetseite der Mädchenschaft Muth